# 요한동경교회

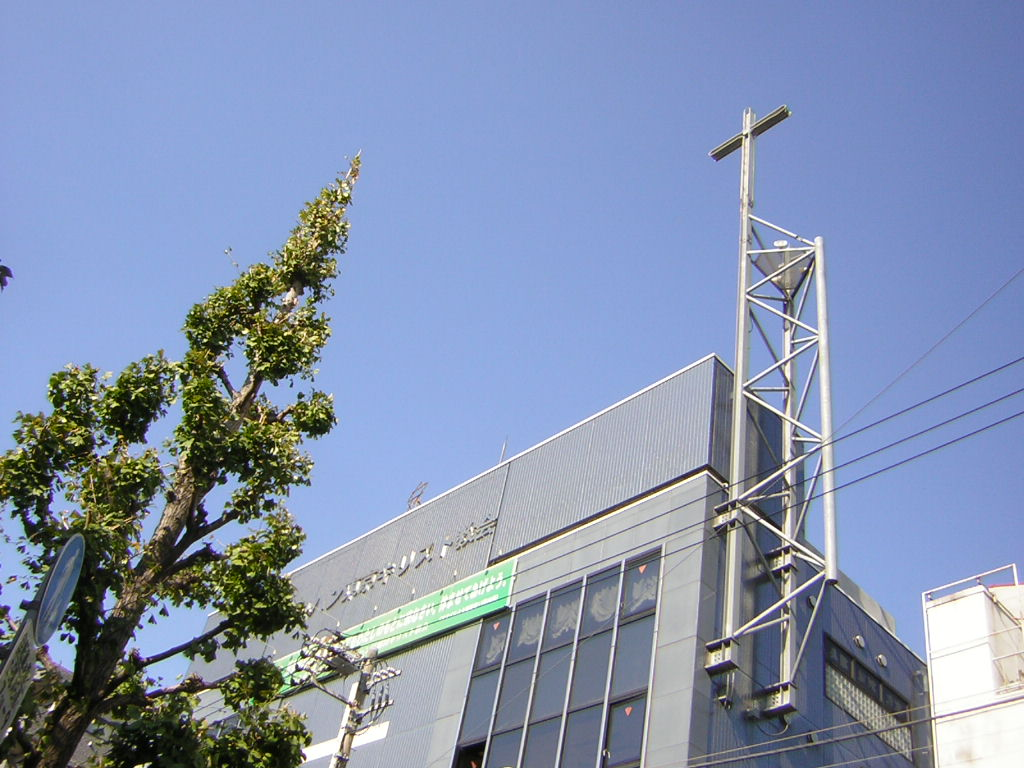

요한동경교회(일본어: ヨハン東京キリスト教会)는 도쿄도 신주쿠구 기타신주쿠에 위치한 개신교 교회이다.
일본선교를 지향하는 교회이며, 1988년에 일본교회인 요도바시 교회의 한국부로 출발하였다가, 한국인 뿐만 아니라 일본인, 중국인 등을 중심으로 교회가 성장하였다. 2004년에 일본문부과학성으로터 정식 종교법인으로 인가를 받았다.
2014년 8월 22일, 요한동경교회의 원 당회장이자 요한선교회 대표를 맡았던 김규동 목사가 사퇴한 후, 2016년 홍석표목사, 2025년 6월10일 양재성 목사가 새로운 담임목사로 청빙되어 취임하였다.
한국부,일본부,중국부,영어부 각 예배가 있으며 자치회는 주일학교, 남선교회, 여선교회 및 청년회로 구성되어있으며 현재 800 명 정도 출석하고 있다.